# San Francisco del Vergel
San Francisco del Vergel ist eine Ortschaft und eine Parroquia rural („ländliches Kirchspiel“) im Kanton Palanda der ecuadorianischen Provinz Zamora Chinchipe. Die Parroquia besitzt eine Fläche von 202,9 km². Die Einwohnerzahl lag im Jahr 2010 bei 1318. Die Parroquia wurde am 12. März 1987 gegründet.

## Lage
Die Parroquia San Francisco del Vergel liegt in der Cordillera del Cóndor im Südosten von Ecuador. Der Hauptort liegt auf einer Höhe von 1150 m, 10 km westnordwestlich des Kantonshauptortes Palanda am südlichen Flussufer des Río Vergel, ein rechter Nebenfluss des Río Numbala. Die Parroquia wird im Norden vom Río Vergel, im Westen vom Río Numbala und Río Mayo (Río Chinchipe) sowie im Süden vom Río Punchis begrenzt.
Die Parroquia San Francisco del Vergel grenzt im Osten an die Parroquia La Canela, im Süden an die Parroquia Chito (Kanton Chinchipe), im Westen an die Parroquias Zumba (Kanton Chinchipe) und Palanda sowie im Norden an die Parroquia El Porvenir del Carmen.